# Renault Trafic
La Renault Trafic es una furgoneta mediana producida por el fabricante francés Renault desde el año 2001. También se ha comercializado bajo las marcas Opel, Vauxhall, Nissan, Mitsubishi Motors  y Fiat. Sus principales rivales son las furgonetas medianas de Sevel, la Volkswagen Transporter, la Ford Transit Custom y la Mercedes-Benz Vito. Se ofrece con tracción delantera o trasera y numerosas configuraciones de carrocería, entre ellas una sin vidrios de tres plazas, una de nueve plazas y una chasis-cabina. El nombre «Trafic» es una palabra francesa en referencia a «comercio» o «tráfico».

## Primera generación (1980-2000)
La primera generación de la Trafic fue producida desde 1980 hasta 2000 en Europa. Desde 1997 a 2000 fue vendida también como Chevrolet Trafic, Opel Arena y Vauxhall Arena.A la fecha aun es fabricada y comercializada en India como TATA WINGER. En la República Argentina se fabricó hasta el año 2002 en la planta del Barrio Santa Isabel, en la provincia de Córdoba. Estaba basada en la plataforma del turismo Renault 18, y reemplazó a la  Renault Estafette

## Segunda generación (2000-2014)
La segunda generación "chasis X82" fue desarrollada en conjunto en el Technocentre de Renault en Guyancourt (Francia) en colaboración entre Renault-Nissan, por lo que se vende también como Nissan Primastar, Opel Vivaro y en el Reino Unido, como Vauxhall Vivaro. Se puso a la venta en septiembre de 2000 con varios motores diésel, todos ellos con turbocompresor e inyección directa common-rail: un 1.9 litros de 82 o 100 CV, un 2.0 litros de 90 o 115 CV, y un 2.5 litros de 135 o 145 CV. El trío se fabrica en las plantas de Luton, Inglaterra, y las Vivaro y Primastar en la planta de Nissan situada en Barcelona, España. En Europa la Nissan Primastar reemplazó a las furgonetas Nissan Vanette.

## Tercera generación (2014-presente)
La tercera generación "chasis X82" de la Trafic fue lanzada en 2014 en colaboración con General Motors, Fiat (Fiat Talento) y Nissan (Nissan NV300), añadiendo en 2020 la variante Mitsubishi (Mitsubishi Express) para Australia y Nueva Zelanda, siendo producida en la fábrica Renault de Sandouville y Vauxhall (General Motors) en Luton.

## Galería

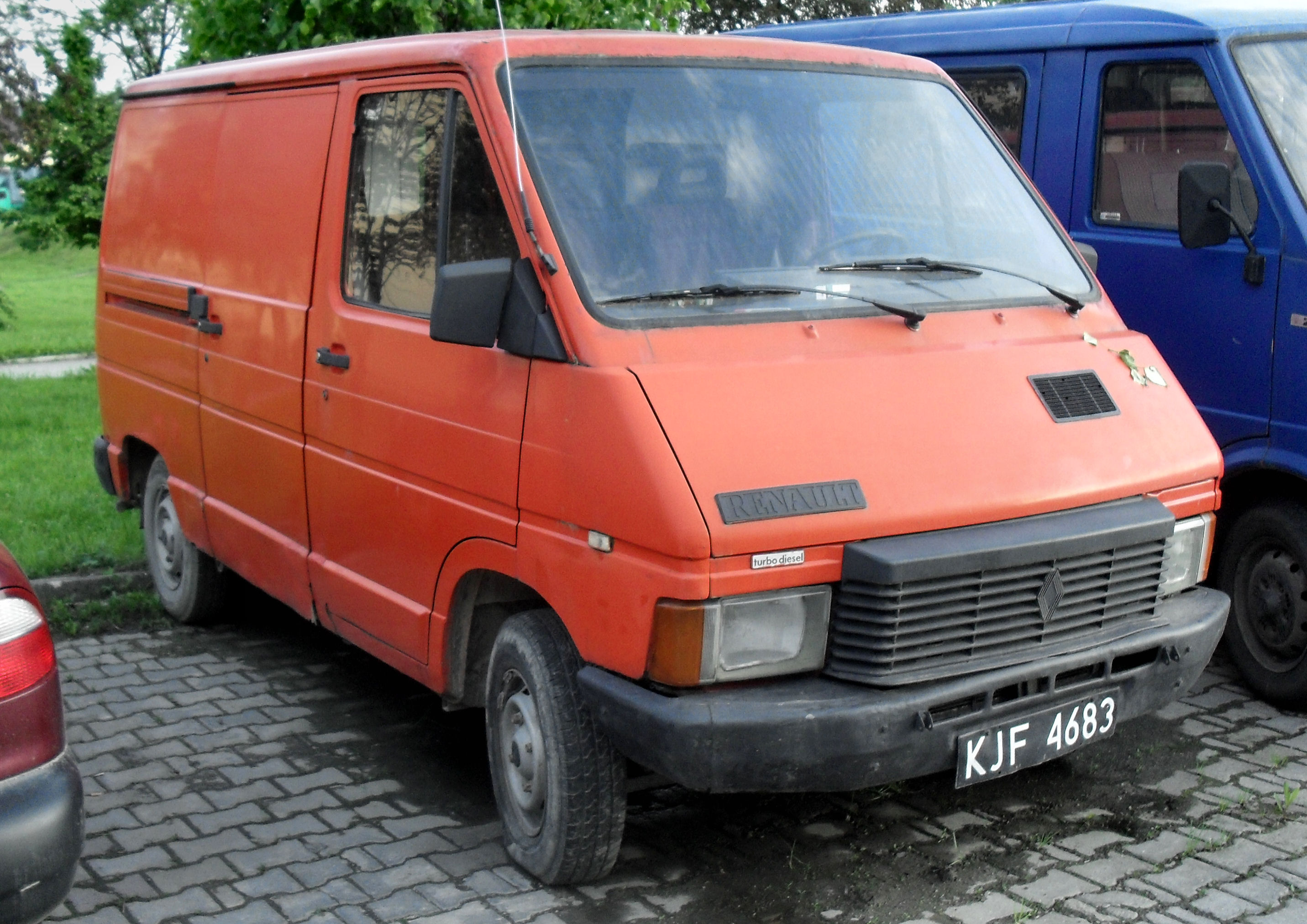
Primera generación de la Trafic Fase I.
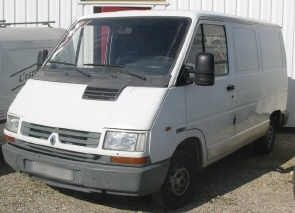
Primera generación de la Trafic Fase II.
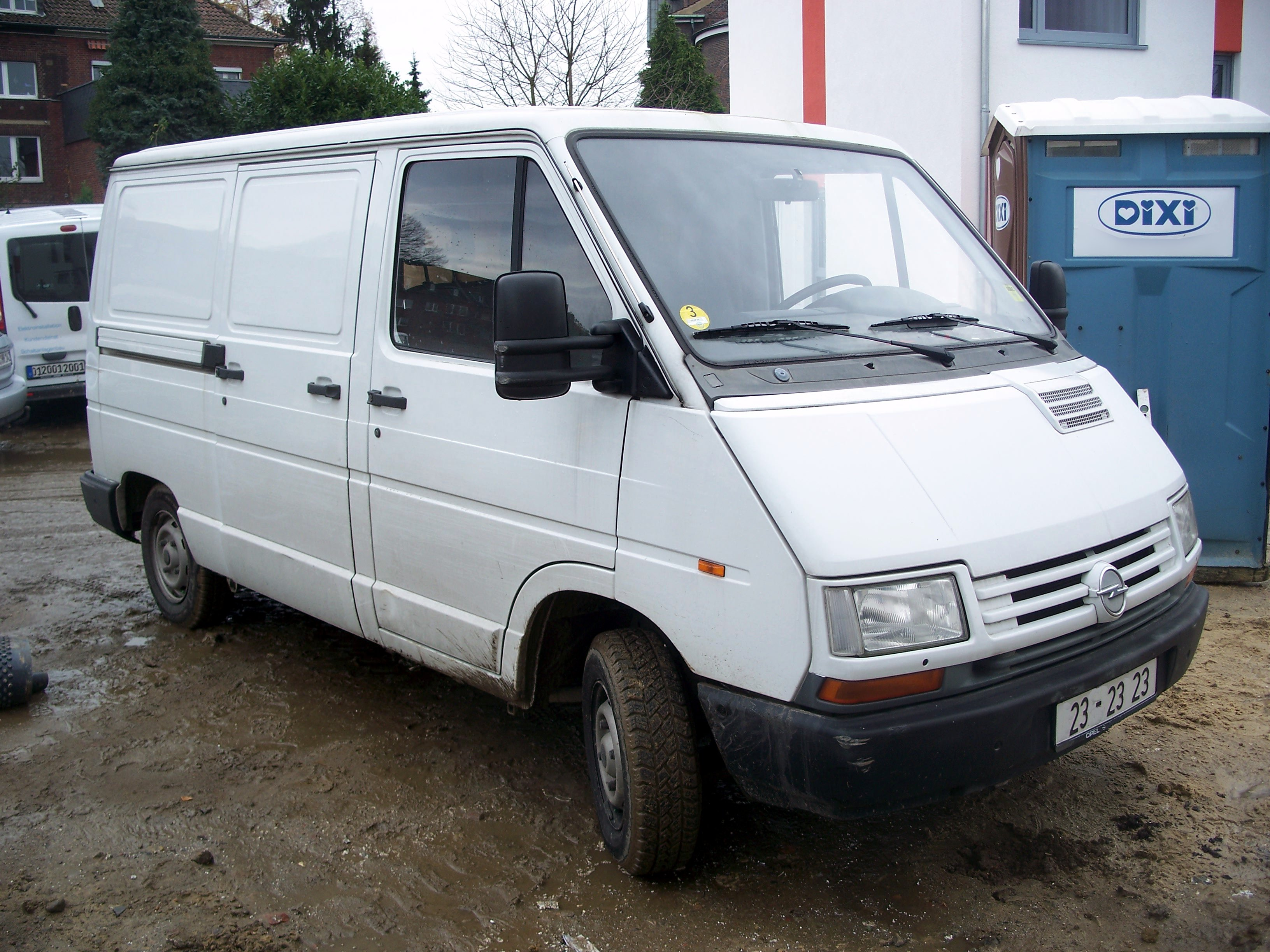
Opel Arena
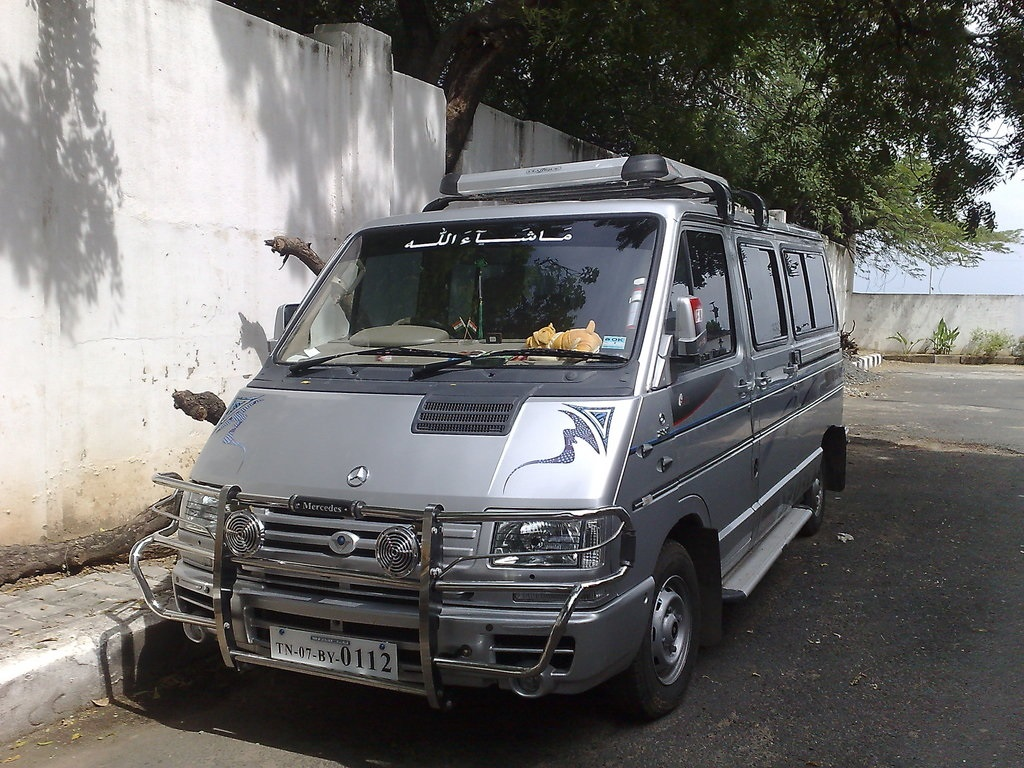
Tata Winger
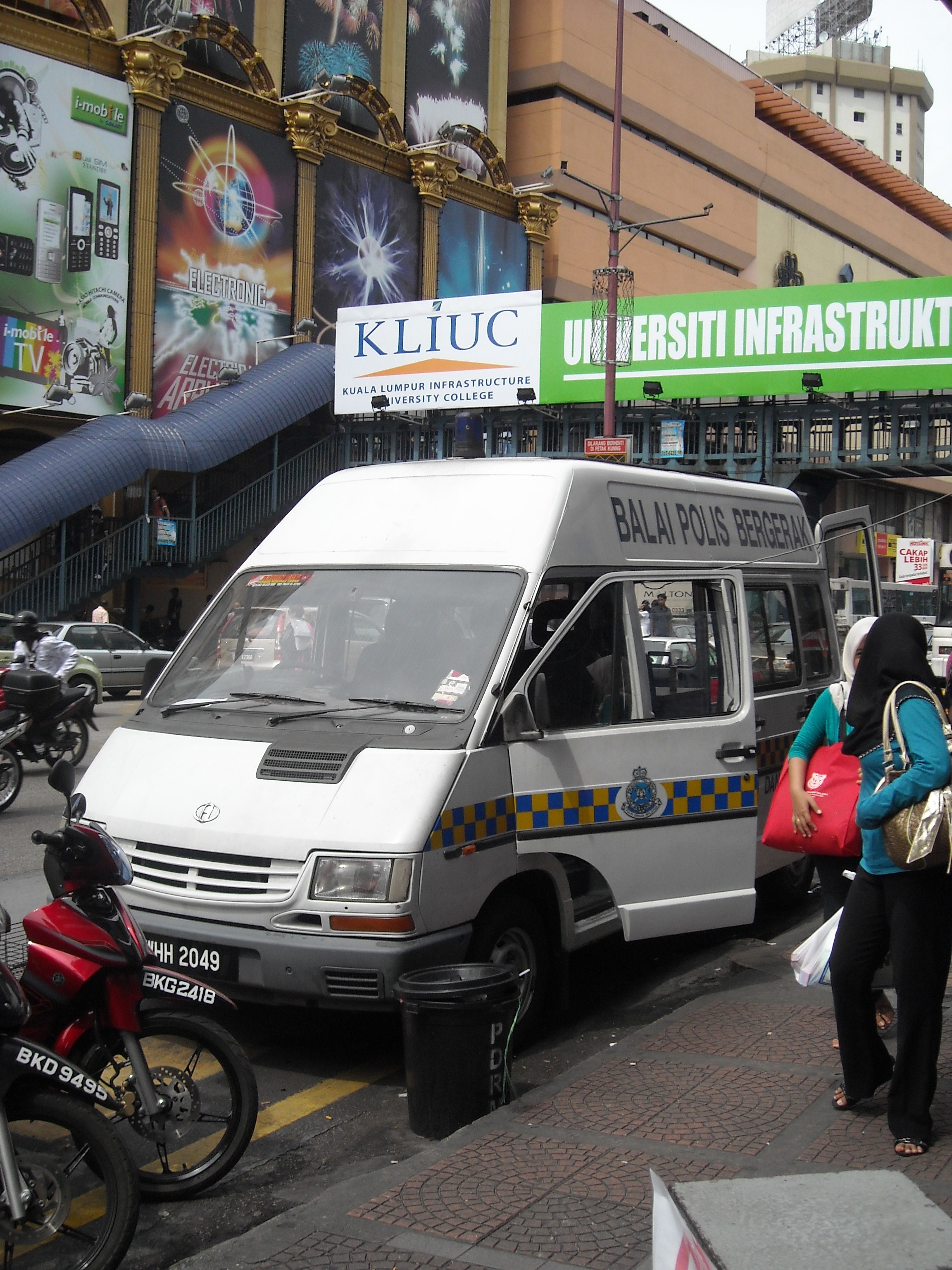
Inokom Permas
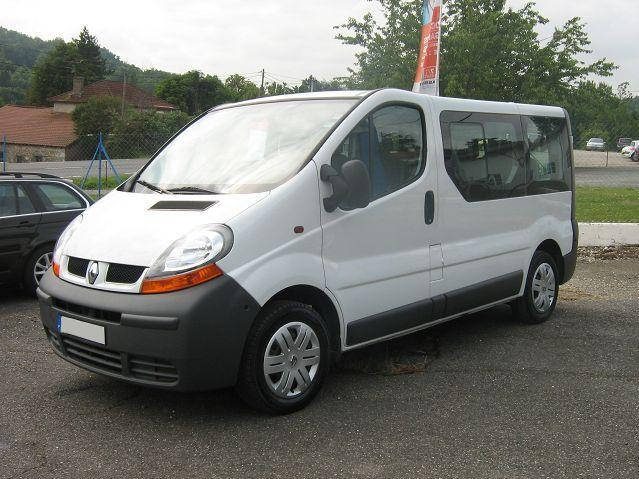
Segunda generación de la Trafic.
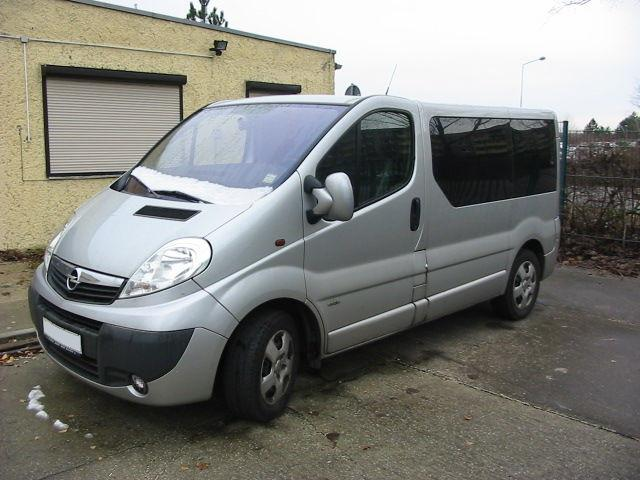
Opel Vivaro.
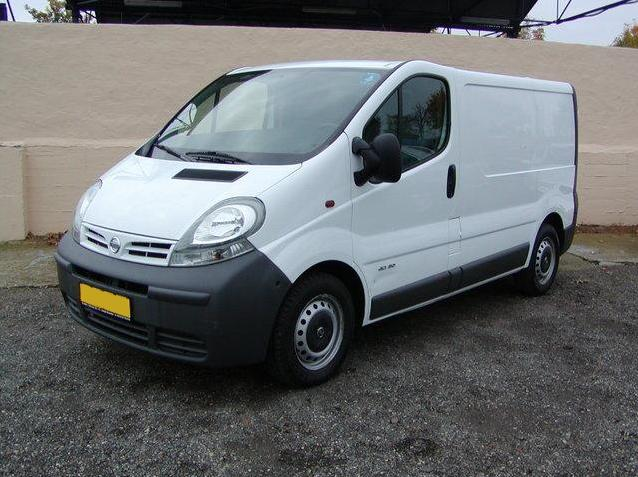
Nissan Primastar.
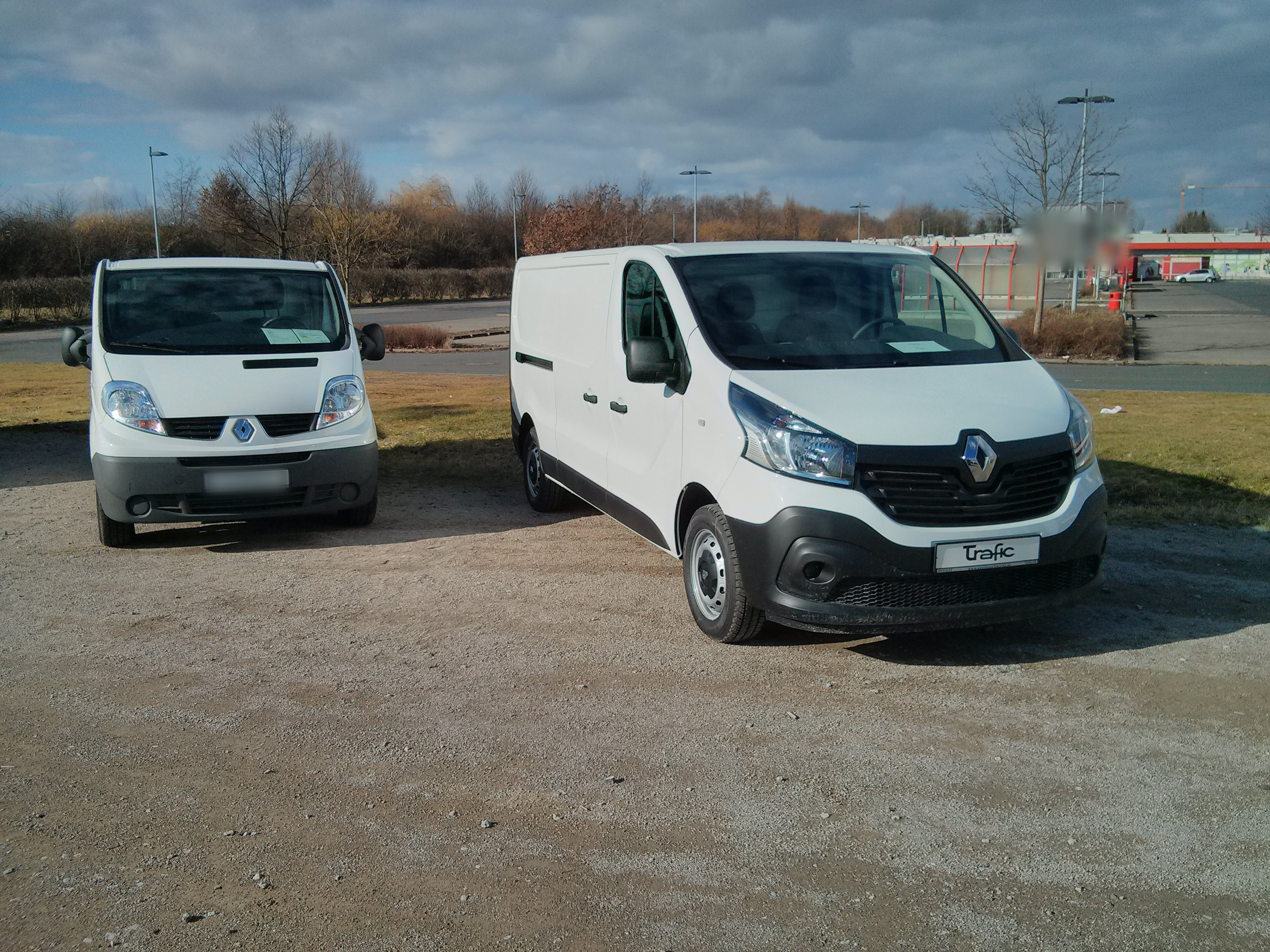
Segunda y tercera generación.
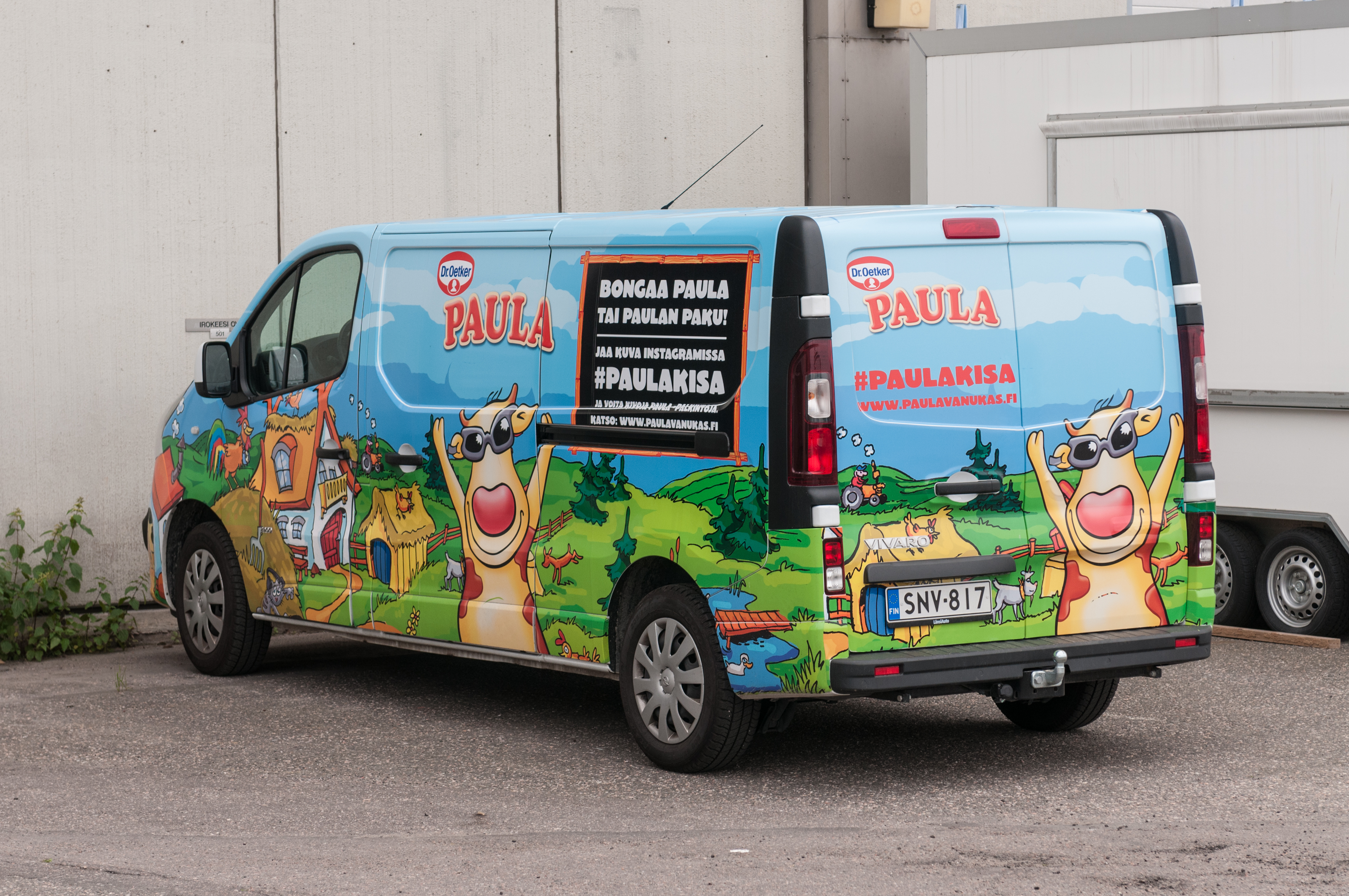
Opel Vivaro B